# Asclepias pedicellata
Asclepias pedicellata är en oleanderväxtart som beskrevs av Thomas Walter. Asclepias pedicellata ingår i släktet sidenörter, och familjen oleanderväxter. Inga underarter finns listade i Catalogue of Life.